# Georges Charpak
Georges Charpak, francoski fizik poljskega rodu, * 1. avgust 1924, Dąbrowica, Poljska (sedaj Dubrovicja, Ukrajina), † 29. september 2010, Pariz, Francija.
Charpak je leta 1992 prejel Nobelovo nagrado za fiziko »za izum in razvoj merilnikov delcev, še posebej večžične proporcionalne komore.«